# 關浩揚
關浩揚（Dolby Kwan Ho Yeung，1986年4月18日—），香港男演員、歌手及舞蹈總監。現為無綫電視基本藝人合約的藝員。

## 背景
關浩揚自5歲起學習拉丁舞，曾以極高分數通過英國皇家舞蹈考試。2005年，他參與《殘酷一叮》成為第一任台主而為觀眾認識，後加入第19期無綫電視藝員訓練班，畢業後成為旗下合約藝員。
2011年7月1日，關浩揚曾在在尖沙咀加連威老道二至六號一間化妝品店內偷竊一支價值711元的巴寶莉香水，並於同年9月5日在九龍城法院辯稱因壓力大而犯案（案件編號：KCCC3146 / 11），最後承認盜竊罪和被裁判官罰款四千元，卻沒有被無綫電視終止合約。2014年，他于李添胜监制剧集《宦海奇官》中饰演杜振鈞，為其首部担当要角的作品；現時亦會到其他地方登台唱歌。

## 演出作品

### 電視劇（無綫電視）
| 首播   | 劇名               | 角色                                                                                                 |
| 2006年 | 潮爆大狀           | 張應禮                                                                                               |
| 2006年 | 男人之苦           | 供應商                                                                                               |
| 2006年 | 高朋滿座           | 食客（第91集）                                                                                       |
| 2007年 | 舞動全城           | Andy                                                                                                 |
| 2008年 | 法证先锋II         | 范子新                                                                                               |
| 2009年 | 古灵精探B          | 钟汉                                                                                                 |
| 2009年 | 老婆大人II         | 毛坚发                                                                                               |
| 2011年 | 不速之約           | 酒樓客人                                                                                             |
| 2011年 | 依家有喜           | 助教                                                                                                 |
| 2011年 | 誰家灶頭無煙火     | 鍾國柱（青年）                                                                                       |
| 2011年 | 萬凰之王           | 小張子                                                                                               |
| 2011年 | 天與地             | 觀眾                                                                                                 |
| 2012年 | 4 in love          | Alan                                                                                                 |
| 2012年 | 當旺爸爸           | Ben                                                                                                  |
| 2012年 | 拳王               | Susan之助手                                                                                          |
| 2012年 | 心戰               | 記者                                                                                                 |
| 2012年 | 衝呀！瘦薪兵團     | 孝子（第1集）                                                                                        |
| 2012年 | 飛虎               | 青蛙（第11集）                                                                                       |
| 2012年 | 大太監             | 岑澤恩                                                                                               |
| 2012年 | 幸福摩天輪         | 男子                                                                                                 |
| 2012年 | 法網狙擊           | 甘祖贊助手                                                                                           |
| 2013年 | 老表，你好嘢！     | 市民（第1集）                                                                                        |
| 2013年 | 金枝慾孽貳         | 許松巧                                                                                               |
| 2013年 | 愛·回家 (第一輯)   | Sunny                                                                                                |
| 2013年 | 衝上雲霄II         | 蔡兆聰（Clever）                                                                                     |
| 2013年 | 神鎗狙擊           | 莫公子                                                                                               |
| 2013年 | 巨輪               | Richard（第2集）                                                                                     |
| 2013年 | My盛Lady           | 主持（第11集）                                                                                       |
| 2013年 | 貓屎媽媽           | 眉朋友                                                                                               |
| 2014年 | 新抱喜相逢         | - |
| 2014年 | 守業者             | 潘永年（青年）                                                                                       |
| 2014年 | 叛逃               | Edmond朋友                                                                                           |
| 2014年 | 女人俱樂部         | 羅福全（青年）／譚詠麟（替身）                                                                       |
| 2014年 | 點金勝手           | - |
| 2014年 | 寒山潛龍           | 小辛子                                                                                               |
| 2014年 | 忠奸人             | 大學生（第7集）                                                                                      |
| 2014年 | 我們的天空         | - |
| 2014年 | 載得有情人         | Leo                                                                                                  |
| 2014年 | 使徒行者           | O記探員（第16、22集）                                                                                |
| 2014年 | 大藥坊             | 陳權                                                                                                 |
| 2014年 | 再戰明天           | - |
| 2014年 | 醋娘子             | 民眾                                                                                                 |
| 2014年 | 八卦神探           | 嘜手下                                                                                               |
| 2014年 | 宦海奇官           | 杜振鈞(三少爺)                                                                                       |
| 2015年 | 師奶MADAM          | 陸Sir（第2集）                                                                                       |
| 2015年 | 四個女仔三個BAR    | Roy                                                                                                  |
| 2015年 | 愛·回家 (第一輯)   | Ricky、鄧律師                                                                                        |
| 2015年 | 以和為貴           | IFC苗僑偉                                                                                            |
| 2015年 | 鬼同你OT           | - |
| 2015年 | 愛·回家 (第二輯)   | 關醫生                                                                                               |
| 2015年 | 樓奴               | Calvin                                                                                               |
| 2015年 | 拆局專家           | - |
| 2015年 | 收規華             | 韜友                                                                                                 |
| 2015年 | 陪著你走           | 司儀（第19集）                                                                                       |
| 2015年 | 張保仔             | 海盜                                                                                                 |
| 2015年 | 實習天使           | 張醫生                                                                                               |
| 2016年 | 愛情食物鏈         | 侍應（第18集）                                                                                       |
| 2016年 | 警犬巴打           | 領犬員                                                                                               |
| 2016年 | 公公出宮           | 火                                                                                                   |
| 2016年 | 潮流教主           | 律師（第19集）                                                                                       |
| 2016年 | 末代御醫           | 狗                                                                                                   |
| 2016年 | EU超時任務         | 客人                                                                                                 |
| 2016年 | 殭                 | 大學講師（第4集）、年青男（第27集）                                                                  |
| 2016年 | 愛·回家之八時入席  | 醫生（第24、163集）、經理人（第61集）                                                                |
| 2016年 | 純熟意外           | 主持人（第20集）                                                                                     |
| 2016年 | 一屋老友記         | 髮型師（第18集）                                                                                     |
| 2016年 | 完美叛侶           | 司 儀（第14集）                                                                                      |
| 2016年 | 城寨英雄           | 城寨街坊                                                                                             |
| 2016年 | 超能老豆           | 家 長（第12集）                                                                                      |
| 2016年 | 巨輪II             | 經理人（第12集）                                                                                     |
| 2016年 | 律政強人           | 工人（第1集）                                                                                        |
| 2016年 | 幕後玩家           | Bond助手（第6集）                                                                                    |
| 2016年 | 巾帼枭雄之谍血长天 | 游擊隊員                                                                                             |
| 2016年 | 流氓皇帝           | 殺手（第13集）                                                                                       |
| 2017年 | 味想天開           | 檔主（第1集）                                                                                        |
| 2017年 | 財神駕到           | - |
| 2017年 | 乘勝狙擊           | - |
| 2017年 | 迷                 | - |
| 2017年 | 親親我好媽         | 舞蹈老師（第20集）                                                                                   |
| 2017年 | 與諜同謀           | 豪同學（第5集）                                                                                      |
| 2017年 | 我瞞結婚了         | 律師（第18-19集）                                                                                    |
| 2017年 | 愛·回家之開心速遞  | Lawrence                                                                                             |
| 2017年 | 全職沒女           | 賓客（第5集）                                                                                        |
| 2017年 | 踩過界             | 韋國涵之助手                                                                                         |
| 2017年 | 同盟               | 劉標手下（第1集）                                                                                    |
| 2017年 | 老表，畢業喇！     | 記者（第2、5-6集）                                                                                   |
| 2017年 | 雜警奇兵           | 記者                                                                                                 |
| 2017年 | 降魔的             | 侍應                                                                                                 |
| 2017年 | 誇世代             | 高進山                                                                                               |
| 2018年 | 平安谷之詭谷傳說   | 轎夫                                                                                                 |
| 2018年 | 三個女人一個「因」 | 劉主任                                                                                               |
| 2018年 | 波士早晨           | 婚紗店店員                                                                                           |
| 2018年 | 果欄中的江湖大嫂   | 司儀（第10集）                                                                                       |
| 2018年 | 逆緣               | Derek（第11、17集）                                                                                  |
| 2018年 | 棟仁的時光         | 新部長（第9集）                                                                                      |
| 2018年 | 天命               | 沙惟一                                                                                               |
| 2018年 | 特技人             | 副導                                                                                                 |
| 2018年 | 再創世紀           | 記者                                                                                                 |
| 2018年 | 跳躍生命線         | 醫生                                                                                                 |
| 2018年 | 是咁的，法官閣下   | 老闆Joe（第12集）                                                                                    |
| 2019年 | 婚姻合伙人         | 千秋經紀                                                                                             |
| 2019年 | 白色強人           | 委員                                                                                                 |
| 2019年 | 她她她的少女時代   | 文朋友（第6、15集）                                                                                  |
| 2019年 | 金宵大廈           | 小食店店員                                                                                           |
| 2019年 | 牛下女高音         | 電器舖銷售員（第8集）                                                                                |
| 2019年 | 丫鬟大聯盟         | 書生（第2集）、惡路人（第4集）、舉人（第15集）                                                       |
| 2020年 | 黃金有罪           | 商罪科警員（第26-27集）                                                                              |
| 2020年 | 機場特警           | 紫衫男（第9集）                                                                                      |
| 2020年 | 十八年後的終極告白 | Richard（第5、8集）                                                                                  |
| 2020年 | 降魔的2.0          | 伙記                                                                                                 |
| 2020年 | 那些我愛過的人     | 黃兆雲（第10-11集）                                                                                  |
| 2020年 | 殺手               | 唐先生（第5集）                                                                                      |
| 2020年 | 迷網               | 兄弟（第19集）                                                                                       |
| 2020年 | C9特工             | 劫匪（第12集）                                                                                       |
| 2020年 | 木棘証人           | 冰室伙記（第1、4-5、11、13、17集）                                                                   |
| 2020年 | 踩過界II           | 東主弟弟（第11集）                                                                                   |
| 2020年 | 堅離地愛堅離地     | 主持（第16集）                                                                                       |
| 2021年 | 伙記辦大事         | PJ（第23集）                                                                                         |
| 2021年 | 逆天奇案           | 陳國霖                                                                                               |
| 2021年 | 一笑渡凡間         | 獄卒（第10集）                                                                                       |
| 2021年 | 寶寶大過天         | 港爸（第3集）                                                                                        |
| 2021年 | 智能愛人           | 商場失竊案手錶失主                                                                                   |
| 2021年 | 七公主             | 途人（第13、21集）                                                                                   |
| 2021年 | 愛·回家之開心速遞  | 哈爾濱總管（第1351-1352集）                                                                          |
| 2021年 | 我家無難事         | 冬橋職員（第1集）、客人（第2、5、7-9、17-18、20-21、24-25集）、情侶（第11-13集）                     |
| 2021年 | 換命真相           | 食客（第8、11-12集）                                                                                 |
| 2021年 | 十月初五的月光     | 控制員（第1集）                                                                                      |
| 2021年 | 拳王               | 記者、客人                                                                                           |
| 2021年 | 異搜店             | 職員（第5-6、10集）                                                                                  |
| 2022年 | 異搜店             | 侍應（第18集）                                                                                       |
| 2022年 | 雙生陌生人         | 廣蔚會義工（第9、11、14集）                                                                          |
| 2022年 | 回歸               | 街坊（第1-2集）、網友（第2集）                                                                       |
| 2022年 | 童時愛上你         | 麻醉師（第15-16集）                                                                                  |
| 2022年 | 白色強人II         | 麻醉科醫生                                                                                           |
| 2022年 | 黯夜守護者         | 新聞報導員（第18集）                                                                                 |
| 2022年 | 輕·功              | 記者（第5、20、23-24集）、觀眾（第15集）、工作人員（第22集）                                         |
| 2022年 | 有種好男人         | 工人（第1、3集）                                                                                     |
| 2023年 | 黃金萬両           | 街坊（第5、7、8集）                                                                                  |
| 2023年 | 新四十二章         | 手下（第2-3、5集）                                                                                   |
| 2023年 | 隱形戰隊           | 保安經理（第7集）                                                                                    |
| 2023年 | 法言人             | 阿坤（第12-13集）                                                                                    |
| 2023年 | 隱門               | 匪徒（第1集）                                                                                        |
| 2023年 | 靈戲逼人           | 主持（第20集）                                                                                       |
| 2023年 | 破毒強人           | 搬運工人（第5集） 投行交易員（第5、15集） 油尖旺區議員（第13集） 麻醉科醫生（第20集） 醫生（第21集） |
| 2023年 | 寵愛Pet Pet        | 黃公子（第16集）                                                                                     |
| 2025年 | 富貴千團           | 投資者（第5-6集）                                                                                    |
| 2025年 | 痞子無間道         | 聖子（第21集）                                                                                       |
| 2025年 | 奪命提示           | 僱傭兵                                                                                               |
| 2025年 | 虛擬情人           | 攝影師（第14集）                                                                                     |

### 電視劇（邵氏兄弟）
| 首播   | 劇名           | 角色         |
| 2018年 | 飛虎之潛行極戰 | 家豪（探員） |

### 綜藝節目（無綫電視）
| 首播   | 節目名                 | 備註         |
| 2005年 | 殘酷一叮               | 參賽者       |
| 2012年 | 玩轉三周1/2            | 演出         |
| 2012年 | 體通體透               | 演出         |
| 2013年 | 滿fun情趣鬥登對        | 演出         |
| 2013年 | 萬千星輝賀台慶         | 得獎者       |
| 2016年 | 萬千星輝賀台慶         | 得獎者       |
| 2018年 | 萬千星輝頒獎典禮       | 演出         |
| 2021年 | 明星運動會             | 參賽者及演出 |
| 2021年 | 全城迎奧運             | 演出         |
| 2021年 | 開心大綜藝之暑假玩到盡 | 演出         |

### 電影
| 首映   | 電影               | 角色                                     |
| 2005年 | V仔特工隊          | 心口掛個「勇」字的V仔（Valiant）【配音】 |
| 2006年 | 情意拳拳           |                                          |
| 2006年 | 臥虎               |                                          |
| 2007年 | 十分愛             |                                          |
| 2013年 | 古惑仔：江湖新秩序 |                                          |

## 外部連結
- 關浩揚的新浪微博
- 關浩揚的Facebook專頁
- 關浩揚的Instagram帳戶
- 關浩揚在香港影庫上的簡介